# Mühl Rosin
Mühl Rosin – gmina w Niemczech, w kraju związkowym Meklemburgia-Pomorze Przednie, w powiecie Rostock, wchodzi w skład urzędu Güstrow-Land.